# Мечеть плаща Пророка
Мечеть плаща Пророка (осман. خرقه شریف جامعي‎, тур. Hırka-i Şerif Camii) — историческая мечеть в Стамбуле (Турция). Своё название она получила от реликвии — плаща пророка Мухаммеда, хранящегося в ней.

## Мечеть
Мечеть плаща Пророка располагается в квартале Мухтесип Искендер махалле Хырка-и Шериф, в стамбульском районе Фатих. Она была возведена по распоряжению османского султана Абдул-Меджида I (правил в 1839—1861 годах). Её строительство началось в 1847 году после экспроприации зданий в месте планируемой мечети и было завершено в 1851 году. Мечеть ассоциируется с реликвией, плащом пророка Мухаммеда, который был подарен Увайсу аль-Карани, известному как Вейсель Карани на турецком языке, исламскому деятелю VII века из Йемена, особо почитаемому среди турок.
Помимо самой мечети в её комплекс входили павильон для султана, особняк для семьи, владеющей реликвией, и их потомков, помещения для стражи, отвечавшей за охрану реликвии, и для слуг. Мечеть, архитектор которой неизвестен, расположена в центре обнесённого стеной двора, который имеет трое ворот, расположенных на разных сторонах. В плане храм имеет форму восьмиугольной призмы, которая предположительно была частично позаимствована у иерусалимского Купола Скалы, построенного в 688—692 годах. Купол мечети плаща Пророка имеет диаметр в 11,5 м. Для хранения реликвии к стене, обращённой к кибле, приделано небольшое восьмиугольное призматическое строение. В пристройке есть входы во внутренний двор и выход к мечети. Мечеть и строение для хранения реликвии возведены из тёсаного известняка. Их купола сделаны из покрытой свинцом кирпичной кладки.
В прошлом мечеть и строение с реликвией неоднократно подвергались консервационным и реставрационным работам. С 2017 года мечеть закрыта для религиозных служб, находясь на реставрации.

## Священный плащ пророка Мухаммеда
Реликвия, находившаяся во владении потомков Увайса аль-Карани, сначала оказалась в западной Анатолии, а в XVII веке была доставлена в Стамбул по указу султана Ахмеда I (правил в 1603—1617 годах). Она хранилась в резиденции семьи потомков Увайса аль-Карани. Известно, что с начала XVIII века плащ Мухаммеда выставлялся во время Рамадана в специально построенной каменной камере. Османские султаны XVIII и XIX веков проявляли почтительность к этой реликвии и построили для неё дополнительные специальные каменные камеры, облегчавшие паломникам доступ к реликвии. Во времена Османской империи плащ Мухаммеда выставлялся во второй половине месяца Рамадан, так третья неделя месяца поста была отведена для посетителей мужского пола, а четвёртая — для женщин. В республиканскую эпоху от этого правила отказались, и посещение представителей разных полов одновременно стало обычным делом. Во время ночи аль-Кадр, священной ночи в месяце Рамадан, паломничество к реликвии осуществляется в период от совершения таравиха, дополнительной ночной молитвы в Рамадан, до фаджра, утренней молитвы.
Плащ пророка Мухаммеда по-прежнему выставляется на всеобщее обозрение в течение четырёх недель, начиная с первой пятницы священного месяца и вплоть до кануна празднования Ид-аль-Фитра.